# Ḩājatān
Ḩājatān (persiska: حاجتان, حاجات) är en ort i Iran.   Den ligger i provinsen Lorestan, i den centrala delen av landet, 300 km sydväst om huvudstaden Teheran. Ḩājatān ligger 1 874 meter över havet och antalet invånare är 156.
Terrängen runt Ḩājatān är huvudsakligen kuperad, men den allra närmaste omgivningen är platt.Runt Ḩājatān är det ganska tätbefolkat, med 72 invånare per kvadratkilometer. Närmaste större samhälle är Aznā, 15,5 km nordost om Ḩājatān. Trakten runt Ḩājatān består i huvudsak av gräsmarker.